# Steppenwolf (DC Comics)
Steppenwolf (em português, Lobo da Estepe) é um personagem fictício e um dos supervilões dos quadrinhos da editora estadunidense DC Comics, e ele é um dos maiores inimigos da Liga da Justiça. O personagem foi criado por Jack Kirby e teve sua primeira aparição em Novos Deuses vol.7 #1 (Fevereiro de 1972). Steppenwolf é o irmão mais novo de Heggra e o tio de Uxas (Darkseid) e faz parte da Elite de Darkseid. Nos Novos 52, Steppenwolf aparece como um vilão da Sociedade da Justiça da América tentando invadir e destruir o planeta Terra com os parademônios de Darkseid, mas a sociedade consegue repelir a invasão. Ele foi morto pelo Bizarro da Terra-2.

## Biografia
Como um dos Novos Deuses, Steppenwolf (que em português foi traduzido para "lobo da estepe") é o irmão mais novo de Heggra, e o tio de Uxas (Darkseid). Ele também é um membro da Elite de Darkseid.
Steppenwolf é um dos primeiros sobreviventes de Doomsday, o monstro que já matou Superman. Duzentos e quarenta e cinco mil anos, Steppenwolf leva um transporte para Apokolips com Darkseid, Mestre Mayhem e uma pequena equipe para o planeta da Bylan 5. O planeta possui materiais naturais delicados que Apokolips necessita para armamento, material que seria destruído em caso de uma invasão. O casamento forçado de Darkseid e da princesa do planeta chega ao fim quando os ataques Doomsday. Mestre Mayhem é rapidamente destruído. Darkseid ignora as ordens de Steppenwolf de usar Omega Beams e envolve a criatura em combate corpo-a-corpo. Steppenwolf vê que a forjada destruição condenou o planeta e todos os que vivem nele. Ele se teletransporta Darkseid para fora do planeta morto, concordando com Darkseid para não falar isso para ninguém. Doomsday escapa por estiva afastado no ônibus Apokolips.
A maioria das aparições de Steppenwolf sob a caneta de Jack Kirby estão em flashbacks: sua estreia, em Novos Deuses # 7, foi um flashback onde ele é introduzido e ajudou Darkseid no assassinato da esposa do odiado rival de Darkseid, Highfather. Highfather depois segue para baixo e mata Steppenwolf em retaliação como o assassinato reacende a guerra entre os dois lados.
Steppenwolf aparece mais tarde, quando Senhor Milagre ganha poderes divinos sobre a vida e a morte. Ele atormenta Scott Free sobre seu papel na morte de sua mãe (ou suposta figura da mãe como é reivindicada) e, em contrapartida está fisicamente torturado. Scott acaba curando-o, em vez de matá-lo como ele deseja. Ele é enviado com legiões de Darkseid.
Ele é visto em Novos Deuses V2 # 6, com um traje novo (a Kirby redesenhar a figura de ação Super Power da figura). Apesar de ser considerado um "escárnio", Steppenwolf é dada a tarefa de dirigir as forças militares de Darkseid. Mais tarde, ele é sido vistos lutando The Flash (Barry Allen) e da Liga da Justiça da América.
Nas páginas Terror Titans # 2, Steppenwolf aparece como um membro do conselho do Dark Side Club. Ele é morto por Despertador King, que estava usando o Club para lutas de gladiadores e divertimentos cruéis simples.

## Os Novos 52
Com reinicialização que ocorre na sequência da série limitada 2011 Flashpoint, é introduzida uma nova versão do Earth-2 (casa da Sociedade da Justiça da América). Na continuidade desse mundo paralelo, Steppenwolf leva uma invasão maciça do planeta por parademons de Darkseid. Em última análise, heróis da Terra conseguem repelir com sucesso os invasores, mas o Superman, Batman e Mulher Maravilha desse mundo estão todos mortos em batalha. Cinco anos mais tarde Steppenwolf aparentemente está escondendo na Terra-2, e há uma recompensa de US $ 300 milhões para ele. Ele acaba sendo morto por versão que do mundo de Bizarro, a quem Steppenwolf havia empregado como um soldado e doutrinados para lutar por Apokolips.
Steppenwolf também aparece brevemente em uma edição da Liga da Justiça dentro Os 52 novos tomar parte na tortura de Superman. Steppenwolf é visto como suporte para Darkseid quando ele se move para atacar o Anti-Monitor.

## Mídia
Na mídia, o vilão ja fez várias aparições:

### Televisão
- Steppenwolf foi visto em Superman: The Animated Series no episódio "Apokolips Now" dublado por Sherman Howard. Ele levou uma horda de Parademonios contra a cidade de Metropolis em sua busca por Superman. Aeronaves de Steppenwolf foram então abatidos por Dan Turpin (pilotando um helicóptero do Exército) e caiu no mar.
- Steppenwolf reapareceu na Parte I do desenho Liga da Justiça no episódio de "Twilight" dublado por Corey Burton. Recuando de uma invasão abortada da Nova Gênese, o navio de Steppenwolf foi prejudicado e teletransportado, através do crescimento do tubo, para a direita em um reduto de Darkseid reduto. Steppenwolf foi presumivelmente morto previamente pelo nobre Orion, mas de outra forma impiedosa.
- Steppenwolf aparece em Batman: The Brave and the Bold episódio "Duel of the Double Crossers" dublado por Kevin Michael Richardson. Ele aparece como um campeão de Mongul da arena, Batman e alguns outros gladiadores alienígenas acabam lutando contra ele. Steppenwolf foi derrotado quando Jonah Hex veio em auxílio de Batman. Steppenwolf também aparece em "Death Race to Oblivion". Ele correu em nome de Mongul contra os outros heróis e vilões para o destino da Terra. Depois de perder a corrida para Batman, Mongul explode Steppenwolf por seu fracasso.

### Filmes
- Em uma cena cortada do filme Batman v Superman: Dawn of Justice intitulada Communion (em português, Comunhão), Steppenwolf aparece na nave kriptoniana se comunicando com Lex Luthor por um holograma.
- Steppenwolf está no filme Liga da Justiça, sendo interpretado por Ciarán Hinds, como o principal antagonista do filme. Ele comanda o exército de parademônios de Darkseid, caçando as três caixas Maternas na Terra. Estas estão guardadas em Atlântida, em Themyscira, e por Victor Stone / Ciborgue[1]

## Ligações Externas
- Steppenwolf. no IMDb.